# 梁成吉
梁 成吉（やん そんきる、1953年11月20日 - 2001年7月27日）は、日本の物理学者。理学博士（立教大学）。元筑波大学物理学系教授。専門は素粒子物理学。韓国籍。
「共形場理論に基づく1次元電子系の研究」で1995年に仁科記念賞、1997年に大韓民国学術院賞を受賞した。

## 略歴
- 1976年 立教大学理学部物理学科卒業
- 1981年 立教大学大学院理学研究科博士課程修了、理学博士
- 1984年 ニールス・ボーア研究所研究員（仁科記念財団海外派遣研究員）
- 1987年 京都大学基礎物理学研究所・助手
- 1990年 高エネルギー物理学研究所・助教授
- 1992年 筑波大学物理学系・助教授
- 1994年 筑波大学物理学系・教授
- 2001年 肺癌のため死去

## 著書
- 『キーポイント行列と変換群』（岩波書店、1996年）
- 『共形場理論と1次元量子系』（岩波書店、1997年）